# Keandre Cook
Keandre Cook (Baltimora, 1º maggio 1997) è un cestista statunitense, professionista in Europa.

## Carriera
Completati gli studi universitari tra la JUCO (Odessa College) e la NCAA (Missouri State), firma per i Greensboro Swarm, società satellite di D-League degli Charlotte Hornets, nei quali trova tuttavia poco spazio. Per la stagione 2021-2022 sbarca in Europa, più precisamente in Ungheria allo Szedeák, con cui esordisce anche in FIBA Europe Cup, per poi passare l'anno successivo nella Pro A francese al Blois. Il 9 gennaio rescinde il suo contratto trasferendosi in Macedonia del Nord nell'MZT Skopje.

## Statistiche

### JUCO
| Anno      | Squadra          | PG | PT | MP   | TC%  | 3P%  | TL%  | RP  | AP  | PRP | SP  | PP   |
| --------- | ---------------- | -- | -- | ---- | ---- | ---- | ---- | --- | --- | --- | --- | ---- |
| 2016-2017 | Odessa Wranglers | 31 | 1  | 6,4  | 52,0 | 26,9 | 75,0 | 1,8 | 0,5 | 0,5 | 0,1 | 4,7  |
| 2017-2018 | Odessa Wranglers | 33 | 24 | 19,5 | 56,2 | 35,5 | 78,9 | 5,4 | 1,8 | 0,7 | 0,5 | 15,0 |
| Carriera  | Carriera         | 64 | 25 | 13,1 | 55,1 | 33,6 | 78,0 | 3,7 | 1,1 | 0,6 | 0,3 | 10,0 |

### NCAA
| Anno      | Squadra            | PG | PT | MP   | TC%  | 3P%  | TL%  | RP  | AP  | PRP | SP  | PP   |
| --------- | ------------------ | -- | -- | ---- | ---- | ---- | ---- | --- | --- | --- | --- | ---- |
| 2018-2019 | Missouri St. Bears | 32 | 24 | 29,1 | 43,7 | 37,2 | 73,8 | 4,3 | 0,7 | 0,9 | 0,4 | 12,8 |
| 2019-2020 | Missouri St. Bears | 33 | 22 | 32,1 | 42,2 | 42,3 | 81,6 | 4,6 | 1,4 | 0,8 | 0,4 | 14,9 |
| Carriera  | Carriera           | 65 | 46 | 30,6 | 42,9 | 40,1 | 77,7 | 4,4 | 1,1 | 0,9 | 0,4 | 13,9 |

#### Massimi in carriera
- Massimo di punti: 31 vs Alabama State (10 novembre 2019)[5]
- Massimo di rimbalzi: 13 vs Drake (26 gennaio 2020)
- Massimo di assist: 4 (3 volte)
- Massimo di palle rubate: 5 vs Saint Joseph's (22 novembre 2019)
- Massimo di stoppate: 3 (2 volte)
- Massimo di minuti giocati: 41 vs Valparaiso (29 gennaio 2019)